# Raúl Primatesta
Raúl Francisco Primatesta (ur. 14 kwietnia 1919 w Capilla del Senor, zm. 1 maja 2006 w Cordobie) – argentyński duchowny katolicki, arcybiskup Cordoby, kardynał.

## Życiorys
Studiował w seminarium w La Placie; przyjął święcenia kapłańskie 25 października 1942 w Rzymie, następnie kontynuował tam studia – na Papieskim Uniwersytecie Gregoriańskim i w Papieskim Instytucie Biblijnym. Pracował jako duszpasterz w archidiecezji La Platy oraz wykładał w tamtejszym seminarium, gdzie pełnił również funkcje prefekta ds. dyscypliny, wicerektora i rektora.
14 czerwca 1957 został mianowany biskupem pomocniczym La Plata, otrzymał stolicę tytularną Tanais, a sakrę odebrał 15 sierpnia 1957 z rąk Antonio Plazy, arcybiskupa La Plata. Był wikariuszem generalnym archidiecezji. W czerwcu 1961 przeszedł na stolicę biskupią San Rafael i jako zwierzchnik tej diecezji brał udział w Soborze Watykańskim II (1962–1965). 16 lutego 1965 został promowany na arcybiskupa Cordoby.
Brał udział w sesjach Światowego Synodu Biskupów w Watykanie; wchodził w skład sekretariatu generalnego, a na V sesji zwykłej (wrzesień–październik 1980) pełnił funkcję prezydenta-delegata. W marcu 1973 papież Paweł VI mianował go kardynałem, przydzielając tytuł prezbitera S. Maria Vergine Addolorata a Piazza Buenos Aires. Kardynał Primatesta uczestniczył w obu konklawe 1978, w sesjach plenarnych Kolegium Kardynalskiego w Watykanie, a także w konferencjach generalnych Episkopatów Latynoamerykańskich (1979, 1992). Kilkakrotnie reprezentował Jana Pawła II na uroczystościach religijnych w charakterze specjalnego wysłannika, m.in. na Narodowych Kongresach Eucharystycznych Chile (1980) i Paragwaju (1988).
Przeszedł w stan spoczynku z funkcji arcybiskupa Cordoby w listopadzie 1998, a rok później – po ukończeniu 80. roku życia – utracił prawo udziału w kolejnych konklawe.